# Spjälning

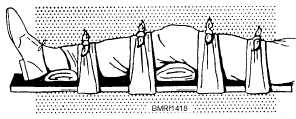
Spjälning av en skadad knäskål

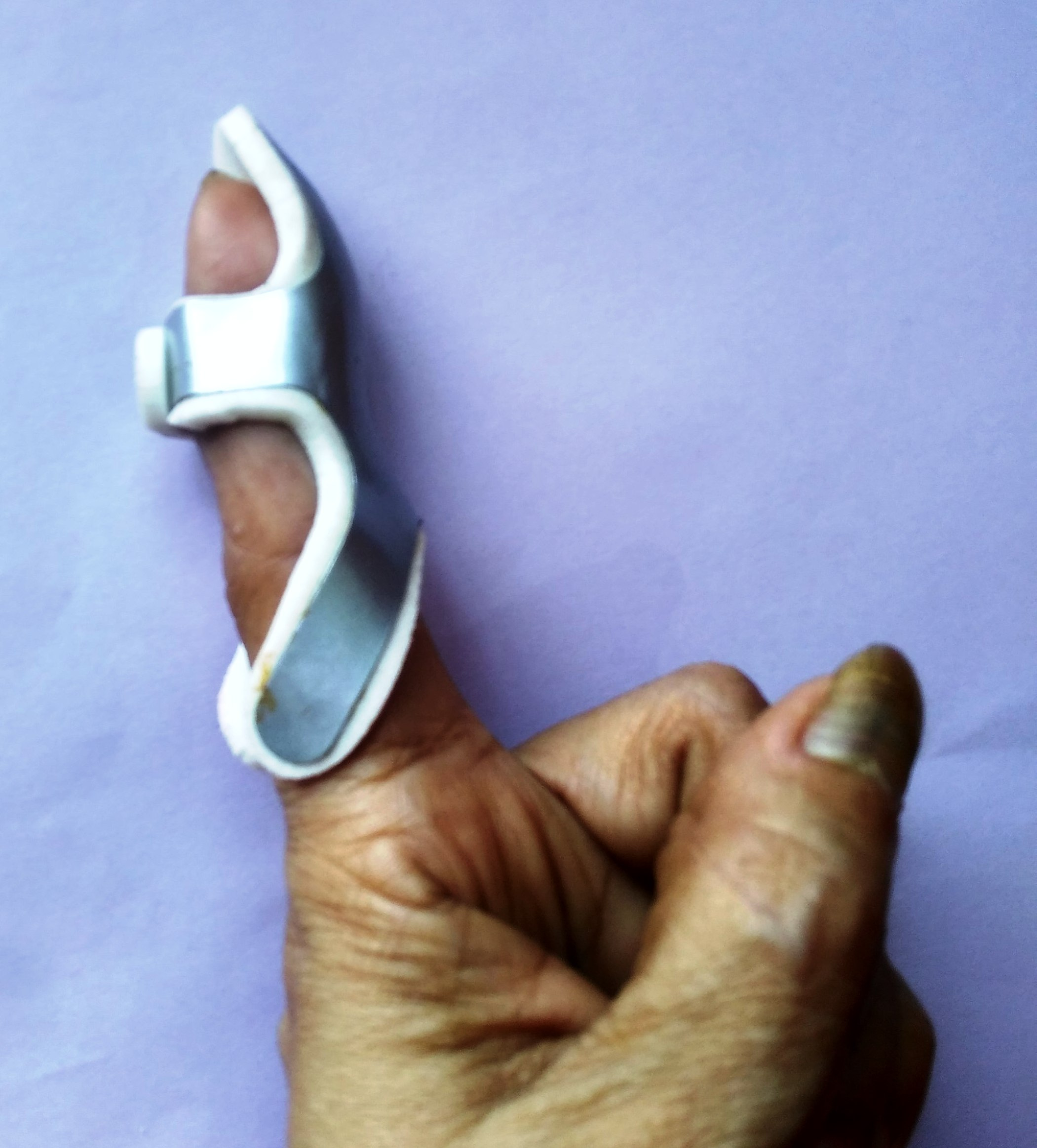
Fingerskena

Spjälning är en behandlingsmetod av då en skadad kroppsdel förses med spjälor som stöd. Behandlingsmetoden används bland annat vid frakturer då det brutna benet fixeras med hjälp av spjälor som knyts fast mot lemmen. 
Spjälning som metod vann stor popularitet under fransk-indianska kriget 1754–1763. Oftast användes då två små träplankor som spjälor, vilka bands runt frakturen med rep eller trasor. Än idag används spjälor oftast för att säkra små frakturer och skador.